# David Douy
Pour les articles homonymes, voir Douy (homonymie).
Pas d'image ? Cliquez ici

a Compétitions nationales et continentales officielles uniquement.

b Matchs officiels uniquement.
Dernière mise à jour le 8 février 2024.
David Douy (dit Doudou) est un joueur de rugby à XV et à sept français, né le 20 avril 1975  à Toulon (Var), qui évolue au poste de centre (1,76 m pour 86 kg).

## Carrière

### En club
- Jusqu'en 1991 : Solliès-Pont
- 1991-2000 : RC Toulon
- 2000-2005 : RC Narbonne
- 2005-2008 : RC Toulon
- 2008-2009 -RUGBY LIVORNO 1931
- 2009-2010 - CARF RUGBY
- 2010-2013 - US Seynoise

## Palmarès

### En club
- Champion de France de Pro D2 : 2008
- Finaliste du challenge européen : 2001
- Challenge des Provinces Espoirs : 1998
- Vainqueur de la Coupe Frantz Reichel en 1997
- Finaliste de la Coupe Frantz Reichel en 1996
- Challenge des Provinces Reichel : 1997

### En équipe nationale
- Équipe de France A
- Équipe de France de rugby à sept
- Barbarians français en rugby à sept